# Самсонов, Екатерина
Екатерина Самсонов (в русскоязычных изданиях иногда используется форма «Самсонова», англ. Ekaterina Samsonov, 2 января 2003 года, Нью-Йорк, США) — американская актриса и модель русско-украинского происхождения. В 2014—2017 годах британские «I-D magazine» и «Daily Mail», американские «The Hollywood Reporter», «New York Post», «Teen Vogue», французский «Le Point» называют Самсонов среди наиболее заметных моделей бизнеса моды и отмечают успех девочки на Каннском международном кинофестивале 2017 года в одной из двух главных ролей в фильме «Тебя никогда здесь не было», удостоенном двух наград фестиваля, где её партнёром стал Хоакин Феникс.

## Биография
Девочка родилась в Нью-Йорке в русско-украинской семье эмигрантов из Российской Федерации, говорит по-английски, но понимает русский язык и может на нём общаться, что считает заслугой своей бабушки. Её мать приехала в США подростком, а отец — сразу после службы в армии. Познакомились они в Нью-Йорке. Девочка начала карьеру модели в 2 года, а первая съёмка прошла, когда девочке не было даже года. Родители девочки (мать Гала (Галина) является также менеджером дочери) подписали соглашение с нью-йоркским модельным агентством «Wilhelmina International». Впервые широкое внимание международной публики к Екатерине Самсонов привлекли статьи в британской газете «Daily Mail» под названием «Познакомьтесь с детьми-моделями, которые берут мир моды штурмом и зарабатывают большие деньги» и в американской газете «New York Post» с заголовком «Встречайте супермодели размером с пинту, которые могут зарабатывать $ 50 тыс. в год», вышедшие в октябре 2014 года. К этому времени она снялась в рекламе для компаний J.Crew, Hewlett-Packard, J. C. Penney, Macy’s, LittleMissMatched, Ruum, модного дома DKNY, заработав 50 000 долларов только за один год. Девочка заключила на тот момент долгосрочный контракт о сотрудничестве с модельным агентством «New York Model Management». Фотографы считали, что самым неотразимым элементом в имидже Екатерины является необычная причёска (короткая сзади), которую ей впервые сделали в возрасте трёх лет. По их мнению, она производила магическое действие на зрителей. У девочки есть младший брат Лука, с которым она участвует в фотосессиях. 
Успех «Ekat» (как называют девочку в семье) в мире моды привёл к резкому обострению отношений со сверстниками в школе («Хадсон-Вэлли в штате Нью-Йорк, где мы живем, — это глушь, для большинства моих одноклассников поездка на Манхэттен — уже событие, как путешествие на край света. И тут я со своими модельными съемками и разъездами по всему миру. С чего им меня любить?», — говорит об этом конфликте сама Екатерина спустя годы). Она перешла на домашнее обучение, что позволило больше времени уделять фотосъёмкам и начать карьеру актрисы кино. Самым первым удачным контрактом девочки (она заработала на нём пятизначную сумму) стала к 2014 году реклама сладкого спреда с лесными орехами, какао и молоком «Nutella» для сетевого телевидения. Она играет дочь раздражённой мамы, которая пытается заставить своих детей позавтракать перед уходом в школу. «Мы должны были есть спред, но в перерывах съёмок подходил мужчина с миской, чтобы мы могли выплюнуть его, — с удивлением отмечала девочка в интервью „New York Post“, — если Вы думаете, что мне надоел спред, то, как только я вернулась домой, сразу попросила маму сделать сэндвич с Нутеллой».
Дебют Екатерины Самсонов на телевидении состоялся в 2014 году в сериале «Моцарт в джунглях» режиссёра Романа Копполы, где она исполнила небольшую роль. Вслед за этим девочка снялась ещё в двух фильмах «Билет» и «Амнезия», которые шли в широком прокате, получили награды на международных и национальных фестивалях, но роли Екатерины Самсонов вновь оказались эпизодическими .
Международный успех к Самсонов в качестве актрисы пришёл в 2017 году на Каннском международном кинофестивале, где были представлены сразу два фильма, в которых сыграла Екатерина Самсонов. Если в фильме «Мир, полный чудес» Тодда Хейнса её героиня вновь была персонажем второго плана, то в фильме Линн Рэмси «Тебя никогда здесь не было» по роману американца Джонатана Эймса, Екатерина играет вторую по значению и весьма неоднозначную роль — подростка Нину. Кинокритики отмечали, что хотя её партнёр Хоакин Феникс получил приз фестиваля лучшему актёру (вторая награда Каннского кинофестиваля фильму — за лучший сценарий), Екатерина стала центром внимания публики и снискала более продолжительные и бурные аплодисменты (овации продолжались десять минут), чем он. Девочка играет дочь амбициозного политика, которая была похищена в сексуальное рабство. Герой Феникса, бывший агент ФБР, заключил с её отцом контракт, что спасёт девочку и осуществит правосудие над похитителями. Однако, события начинают развёртываться непредсказуемо. Критики нашли в фильме отголоски «Таксиста» Мартина Скорсезе, а один из них даже предсказал возможность повторения Екатериной Самсонов карьеры Джоди Фостер, которую прославил фильм Скорсезе 41 год назад. Критика отмечала, что Екатерина играет Нину сложной и зрелой личностью, а не просто беспомощной жертвой. Пресса отмечает, кроме незаурядных актёрских данных (так режиссёр фильма в интервью французскому еженедельному политическому и новостному журналу «Le Point» назвала Екатерину Самсонов «удивительной»), ещё и красоту юной актрисы. Российский кинокритик Антон Долин признавался, что Екатериной Самсонов «чудо как хороша» в этом фильме, а критик «The Hollywood Reporter» назвал её привлекательной девушкой.
Режиссёр сознательно поддерживала доброжелательную обстановку на съёмочной площадке. «Это мрачный фильм, поэтому я сильно нервничала в первый день, — признавалась Екатерина в интервью, — но вскоре мы просто шумели и смеялись. Было несколько съёмочных эпизодов, когда мне пришлось собраться и сосредоточиться на роли, но Линн мне очень помогла. Всё время, когда мы снимали, мы шутили. Это действительно был опыт, вселяющий оптимизм».

## Личность
Екатерина опасается, что слава, пришедшая к ней после Каннского фестиваля 2017 года, приведёт к тому, что весь её привычный мир может измениться. «На самом деле это здорово — думать, что фильм может сделать меня знаменитой, — говорит она, — но единственное, что меня действительно волнует — это вероятность потерять моих старых друзей и то, что люди могут просто притворяться моими друзьями, потому что я знаменита. Слава может помочь продолжению кинокарьеры, я не чувствую, что она на меня давит».
Девочка свободно говорит по-русски, увлекается рисованием, пением, верховой ездой и чтением. Екатерина уютно чувствует себя в семье: «Мама и брат — мои лучшие друзья. Я всегда могу на них рассчитывать. А папа… папа — мой защитник». Она восхищается моделями Кэндис Свейнпол и Бехати Принслу, но своё будущее связывает с кино: «Я определённо хочу продолжать играть. Это самое сильное моё желание!». В интервью она призналась, что мечтает о собаке на день рождения, надеется, что у неё будут «два мальчика и девочка», и боится пауков. О своей привлекательности она говорит: «Я чувствую себя, как каждая девчонка должна себя чувствовать: смотрю в зеркало и люблю свое отражение. Не хочу ничего менять. Мне это дано природой, и это здорово!».

## Фильмография (по IMDb)
| Год  | Фильм | Роль  |
| ---- | --- | ----- |
| 2017 | Тебя никогда здесь не было (You Were Never Really Here, Великобритания, Франция, США, 85 минут)             | Нина  |
| 2017 | Мир, полный чудес (Wonderstruck, США, 116 минут)                                                            | Анна  |
| 2016 | Билет (The Ticket, США, 97 минут)                                                                           | Анна  |
| 2015 | Анестезия (Anesthesia, США, 90 минут)                                                                       | Энджи |
| 2014 | Моцарт в джунглях (Mozart in the Jungle, США, сериал, 29 минут, сезон 1, эпизод 7, серия You Go to My Head) | Алиса |